# Manerbio
Manerbio (lombardul: Manèrbe) település Olaszországban, Lombardia régióban, Brescia megyében. Lakosainak száma 13 319 fő (2023. január 1.). Manerbio Bagnolo Mella, Bassano Bresciano, Cigole, Leno, Offlaga, San Gervasio Bresciano és Verolanuova községekkel határos.

## Népesség
A település lakossága az elmúlt években az alábbi módon változott:
| Lakosok száma | 13 063 | 13 109 | 13 319 |
|               | 2017   | 2018   | 2023   |